# Randy LaJoie
Statistiques en NASCAR Cup Series
Dernière mise à jour : 21 mai 2014 
Randall LaJoie, plus communément appelé Randy, est un ancien pilote automobile de la série NASCAR Busch Series dont il a remporté le championnat en 1996 et 1997. Il est né le 28 août 1961 à Norwalk, Connecticut aux États-Unis.

## Carrière
En 350 départs entre 1986 et 2006, il a remporté 15 victoires, 62 top 5 et 118 top 10.
Il a aussi pris le départ de 44 courses en Winston Cup entre 1985 et 2005. Son meilleur résultat fut une cinquième place à Martinsville Speedway en 1998.
Il a commencé à pratiquer le karting à l'âge de 12 ans. Il est passé au stock-car en 1980 au Danbury Fair Racearena au Connecticut. En 1983, il se lance dans la série Nascar North, devenue depuis l'American Canadian Tour. Nommé recrue de l'année, il est champion deux ans plus tard, en 1985.
Randy Lajoie n'a plus pris le départ d'une course Nascar depuis 2006, se consacrant plutôt à la gestion de l'équipe de course de son fils Corey qui a terminé deuxième au championnat Nascar K & N Pro East en 2012.